# Садовничий, Виктор Антонович
Ви́ктор Анто́нович Садо́вничий (род. 3 апреля 1939, село Краснопавловка, Харьковская область, Украинская ССР, СССР) — советский и российский математик, деятель российского высшего образования. Ректор Московского государственного университета имени М. В. Ломоносова с 23 марта 1992 года.
Президент Российского Союза ректоров (с 1994), президент Московского общества испытателей природы (с 2000), председатель Российского совета олимпиад школьников. Академик РАН (1997), вице-президент РАН (2008—2013). Лауреат Государственной премии СССР (1989), Государственной премии Российской Федерации (2002) и трёх премий Правительства Российской Федерации (2006, 2011, 2012). Почётный гражданин Москвы (2008). Член партии «Единая Россия» (с 2002), член Высшего совета партии. Полный кавалер ордена «За заслуги перед Отечеством». Герой Труда Российской Федерации (2024).

## Биография
Родился 3 апреля 1939 года в селе Краснопавловка Харьковской области в семье рабочего Антона Григорьевича и колхозницы Анны Матвеевны.
После окончания сельской школы некоторое время работал на шахте «Комсомолец» в Горловке (Донецкая область) и учился в вечерней школе, которую окончил с отличием. В интервью говорил, что планировал поступать в Белорусскую государственную сельскохозяйственную академию, однако по совету друга в 1958 году поступил на механико-математический факультет МГУ. Во время учёбы занимался общественной работой, возглавлял студенческий комитет университета и комсомольскую организацию факультета. В 1963 году с отличием окончил мехмат по специальности «математика».
Был направлен в аспирантуру и в 1966 году окончил её, защитив 17 марта 1967 года кандидатскую диссертацию (тема — «Регуляризованные суммы собственных значений общих задач для обыкновенных дифференциальных уравнений»). Ученик А. Г. Костюченко. После аспирантуры остался ассистентом.
В 1974 году защитил докторскую диссертацию (тема — «О некоторых вопросах теории обыкновенных дифференциальных уравнений, зависящих от спектрального параметра»). С 1975 года — профессор МГУ.
В 1981—1982 годах возглавлял кафедру функционального анализа и его приложений факультета вычислительной математики и кибернетики.
С 1982 года и по сей день является заведующим кафедрой математического анализа механико-математического факультета. Работал в МГУ на следующих должностях: заместитель декана механико-математического факультета по научной работе, заместитель проректора, проректор (1982—1984), первый проректор (1984—1992).
Все годы был активным членом КПСС, входил в парткомы мехмата и МГУ, с 1977 года возглавлял партком университета. В 1970—1980-е годы занимал ответственные посты в приёмной комиссии для абитуриентов на вступительных экзаменах в МГУ. Александр Шень, Джордж Шпиро и другие математики включали Виктора Садовничего в число основных проводников дискриминационной политики на механико-математическом факультете МГУ, выражавшейся в недопущении массового поступления на мехмат абитуриентов еврейского происхождения.
23 марта 1992 года избран ректором МГУ на альтернативной основе. Переизбирался в 1996, 2001, 2005 годах (на безальтернативной основе). Был назначен в 2009 и переназначен в 2014,  2019 и 2024 годах указами президента.
В его (Ельцина) окружении меня относили к «красным директорам» — я ведь был членом парткома университета. А такой человек не должен стать ректором. Ректором должен был стать реформатор.МГУ имени М.В.Ломоносова
Почётный член Российской академии образования, член Попечительского совета РАО. Член-корреспондент Российской академии наук с 1994 года, действительный член РАН с 1997 года, входит в состав Президиума РАН, с 2008 года по 2013 год — вице-президент РАН. Удостоен звания почётного доктора многих университетов мира. Возглавляет Российский Союз ректоров. С 1989 года являлся членом Совета Ассоциации университетов СССР (после преобразования в 1992 году — Евразийская ассоциация университетов), с 1992 года — возглавил Ассоциацию.
Входит в редакционные коллегии научных журналов «Проблемный анализ и государственно управленческое проектирование», «Квантовые компьютеры и квантовые вычисления» (главный редактор), «Высшее образование в России», «Фундаментальная и прикладная математика». Под научным руководством Садовничего подготовлено более 65 кандидатских и 15 докторских диссертаций (в том числе учёных из других стран).
С декабря 2002 года является членом политического совета московского регионального отделения партии «Единая Россия». Участвовал в выборах депутатов в Государственную думу РФ в 2003 году, но после избрания отказался от мандата депутата. Участвовал в праймериз 2011 года.
В 2004 году был назван компанией Rambler «Человеком года» в номинации «Образование и наука» проекта «Люди года».
В ноябре 2011 года в ротонде главного здания МГУ установлены барельефные портреты выдающихся ректоров университета: Несмеянова, Петровского, Садовничего.
6 февраля 2012 года был официально зарегистрирован как доверенное лицо кандидата в президенты РФ Владимира Путина.
В ходе президентских выборов 2018 года был членом инициативной группы, выдвинувшей кандидатуру президента РФ Владимира Путина. Также вошёл в список доверенных лиц кандидата в президенты РФ.
14 ноября 2019 года комитет Госдумы по образованию и науке одобрил для принятия во втором чтении поправку, которая позволит президенту Владимиру Путину переназначать ректоров МГУ имени Ломоносова и СПбГУ неограниченное число раз.
4 декабря 2019 года указом № 578 президент РФ Владимир Путин переназначил Виктора Садовничего ректором МГУ сроком на пять лет.
Хронология трудовой и учебной деятельности
- 1956—1957 — грузчик Краснопавловского свеклопункта Лихачёвской «Сахбазы», Харьковская область.
- 1957—1958 — крепильщик шахты «Комсомолец» треста «Артёмуголь».
- 1958—1963 — студент механико-математического факультета МГУ.
- 1963—1964 — старший лаборант кафедры теории упругости механико-математического факультета МГУ.
- 1963—1966 — аспирант механико-математического факультета МГУ.
- март 1966 — окончил аспирантуру механико-математического факультета МГУ, защитил кандидатскую диссертацию.
- 1966—1970 — ассистент кафедры теории функций и функционального анализа механико-математического факультета МГУ.
- 1967 — присуждена учёная степень кандидата физико-математических наук.
- 1970—1976 — доцент кафедры теории функций и функционального анализа механико-математического факультета МГУ.
- 1971 — присвоено учёное звание доцента.
- 1972—1978 — заместитель декана по научной работе механико-математического факультета МГУ.
- 1974 — присуждена учёная степень доктора физико-математических наук.
- 1976—1981 — профессор кафедры теории функций и функционального анализа механико-математического факультета МГУ.
- 1977 — присвоено учёное звание профессора.
- 1980—1986 — первый заместитель первого проректора МГУ.
- 1981—1982 — заведующий кафедрой функционального анализа и его применений факультета вычислительной математики и кибернетики МГУ.
- 1982—1986 — проректор по учебно-научной работе естественных факультетов МГУ.
- с 1982 — заведующий кафедрой, профессор кафедры математического анализа механико-математического факультета МГУ.
- 1986—1992 — первый проректор МГУ.
- с 1992 — ректор МГУ[24].
- 1994 — избран членом-корреспондентом Российской академии наук.
- 1997 — избран академиком Российской академии наук.
- 2001 — избран Почётным академиком РАО[36].
- 2008—2013 — вице-президент Российской академии наук[37].

## Семья
- Жена (с июня 1963 года) — Ада Петровна (в девичестве Сапрыкина; род. 19 декабря 1939), его бывшая однокурсница[38][39].
- Дети — преподаватели МГУ — Юрий (род. 1965)[40][41], Анна (род. 1974), Инна (род. 1976). Имеет 4 внуков[источник?].

## Взгляды
В 2015 году В. А. Садовничий полагал, что используемая во всём мире методика оценки развития науки по числу публикаций в ведущих журналах причиняет вред научным журналам, издающимся на русском языке. Он выразил опасение относительно того, что российские граждане будут узнавать о победе СССР над фашистской Германией в научных журналах, индексированных в поисковой платформе Web of Science.
В 2013 году был сторонником деятельного взаимодействия университета с Русской православной церковью — в частности, благодаря его активной поддержке открыт и восстанавливается храм Мученицы Татианы при МГУ. Своё отношение к религии[уточнить] он высказал в интервью корреспонденту «Интерфакс-Религия», озаглавленном «У нас, академического сообщества, общие с Церковью задачи». Согласно некоторым источникам, «является православным христианином», однако о своих религиозных убеждениях сам Садовничий никогда открыто не говорил. В своих выступлениях он осторожно отмечал, что для него «связь с Православием не пустой звук» и он «всегда придавал особое значение нашим контактам с Православной Церковью», а также негативно отзывался о религиозных сектах («Секты — очевидное зло», «Конечно, с сектами надо бороться», «Если где-то появится хоть малейший намёк на деятельность в Университете какой-либо секты — здесь нужна объективная информация — дальше пойдет административная работа. Мы должны защитить наших студентов от влияния сектантства, по крайней мере, в стенах Университета»).
Критически отнёсся к решению Министерства образования РФ начать с 2002 года подготовку к присоединению России к Болонской декларации, согласно которой стандарты отечественного высшего образования должны быть приведены в соответствии с европейскими. В частности, это предполагало обязательное введение вместо одноуровневого высшего образования двухуровневое, включающее бакалавриат и магистратуру, а также замену аспирантуры докторантурой. Садовничий призвал министерство подойти к вопросу о вступлении России в Болонский процесс более обдуманно. Он отметил, что для системы российского технического и естественнонаучного образования действовавшие стандарты были оптимальны и введение других могло разрушить сложившиеся научные школы. Ректор МГУ посоветовал чиновникам отказаться от принципа обязательности изменений и предоставить вузам возможность самим решать этот вопрос.
Неоднократно выступал против введения Единого государственного экзамена (ЕГЭ). Садовничий заявлял, что новый экзамен не может быть формой поступления ни в один университет, поскольку таит в себе очень много случайностей. Особенно настойчиво ректор подчёркивал, что недопустимо принимать абитуриентов по результатам ЕГЭ в МГУ. Кроме того, Садовничий скептически отнесся к ведению государственных именных финансовых обязательств (ГИФО). По плану правительства, за каждым выпускником школы в зависимости от того, сколько баллов он набрал на ЕГЭ, должны быть закреплены бюджетные деньги в размере от 5 до 17 тысяч рублей. Однако Садовничий отметил, что обучение одного студента в МГУ обходится более чем в 100 тысяч рублей, следовательно, выделенных сумм будет недостаточно. В связи с этим ректор МГУ много раз выражал опасение, что реформа образования закончится повсеместным введением платного обучения в вузах, что, по его мнению, недопустимо.
В 2006 году под давлением В. А. Садовничего и значительной части ректорского корпуса в этом документе были предусмотрены исключения, позволяющие некоторым университетам, и в первую очередь МГУ, принимать студентов, помимо процедуры ЕГЭ, например по итогам специализированных всероссийских олимпиад. В ноябре 2006 года правительство Москвы сообщило о проведении летом 2007 года ЕГЭ по русскому языку во всех столичных школах. Экзамен был объявлен обязательным для приёма во всех столичных вузах системы Министерства образования и науки. В свою очередь, Садовничий заявил, что МГУ результаты ЕГЭ засчитывать не будет, так как подчиняется не Минобразованию, а непосредственно правительству. Однако в январе 2008 года Садовничий объявил, что МГУ всё-таки будет учитывать результаты ЕГЭ, суммируя его результаты с баллами, набранными абитуриентами на вступительных испытаниях.

## Санкции
6 марта 2022 года подписал обращение Российского Союза ректоров в поддержку вторжения России на Украину, за что был лишён звания почётного профессора в Киевском, Харьковском и Днепровском университетах. С 9 июня 2022 года находится под персональными санкциями Украины за поддержку военного вторжения на Украину. Также Садовничий был внесён ФБК в сокращенный ТОП-200 списка коррупционеров и разжигателей войны, с предложением введения против него международных санкций.

## Награды, звания и премии

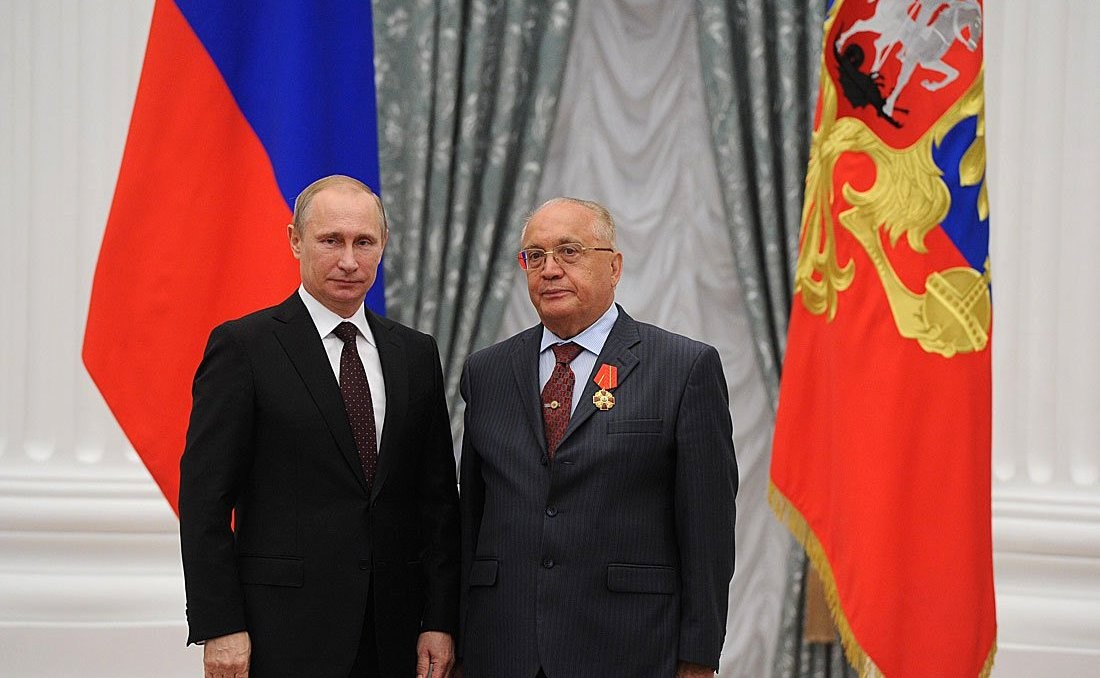
Награждение Орденом Александра Невского.
31 июля 2014 года

В. А. Садовничий был удостоен множества наград и почётных званий, присвоенных государствами, образовательными и общественными организациями.

### Увековечение
В честь В. А. Садовничего были названы:
- Sadovnichij — астероид (7075), открытый 24 сентября 1979 года Н. С. Черных в Крымской астрофизической обсерватории, название присвоено 4 мая 1999 года[53].
- Академик Садовничий — сорт древовидных пионов[54][55] с махровыми и полумахровыми желтыми цветками[56].